# Subcomandante Elisa
Maria Gloria Benavides Guevara de Elorriaga (Monterrey, januari 1955) was een leidster binnen het Zapatistisch Nationaal Bevrijdingsleger (EZLN). Binnen het EZLN stond ze bekend als Subcomandante Elisa (Nederlands: Ondercommandante Elisa).
Begin jaren 70 sloot ze zich aan bij de Nationale Bevrijdingskrachten (FLN), een linkse gewapende organisatie. Zij was twee keer getrouwd, maar verloor beide echtgenoten na invallen van het Mexicaanse leger; bij de tweede inval kwam ook haar dochtertje om het leven. Ook heeft ze enige tijd gevangengezeten.
Zij trok naar Chiapas, waar zij Javier Elorriaga Berdeque ontmoette en later met hem trouwde. In de jaren 80 was zij met Rafael Guillén, beter bekend als Subcomandante Marcos, een van de belangrijkste organisatoren van het EZLN en een van de leiders toen de beweging in januari 1994 in opstand kwam. In februari van dat jaar werd zij door de Mexicaanse autoriteiten gearresteerd, maar later weer vrijgelaten. Elisa is nog steeds werkzaam voor de rechten van de indianen in Chiapas, maar vervult geen militaire functie meer binnen de EZLN.